# Pallicephala occidentalis
Pallicephala occidentalis är en tvåvingeart som först beskrevs av Cole 1923.  Pallicephala occidentalis ingår i släktet Pallicephala och familjen stilettflugor. Inga underarter finns listade i Catalogue of Life.